# Franjevačko naselje (Bjelovar)
Franjevačko naselje također znano i kao Winterovo naselje te kolokvijalno i kao Naselje crvenih zgrada stambeni je blok u središtu Bjelovara.
Naselje se sastoji od šest četverokatnica i dvije osmerokatnice sa središnjim trgom i igralištem između zgrada.

## Povijest
Na prostoru današnjeg Franjevačkog naselja nalazila se vojarna Filipović, izgrađena 1888. godine kao jedna od brojnih vojnih objekata na području grada Bjelovara. 
Nakon Prvog i Drugog svjetskog rata vojarna ostaje zapuštena te je kompleks srušen 1969. godine temeljem nove urbanističke osnove. Na ovom mjestu planiran je te kasnije i ostvaren stambeni kompleks za radnike proširenog paromlina i silosa.
1980-ih godina kompleks je izgrađen s imenom Naselje Franka Wintera, nazvanom po bjelovarskom partizanu.